# Giải vô địch bóng đá nữ U-16 châu Á 2011
Giải vô địch bóng đá nữ U-16 châu Á 2011 diễn ra tại Trung Quốc từ 3 tháng 11 tới 15 tháng 11 năm 2011. Ba đội đứng đầu là Cộng hòa Dân chủ Nhân dân Triều Tiên, Hàn Quốc và Nhật Bản giành quyền dự vòng chung kết Giải vô địch bóng đá nữ U-17 thế giới 2012.

## Vòng chung kết
Các đội đá vòng tròn một lượt. Thứ hạng bảng đấu là thứ hạng chung cuộc của giải.
| Đội               | Tr | T | H | B | BT | BB | HS  | Đ  |
| ----------------- | -- | - | - | - | -- | -- | --- | -- |
| Nhật Bản          | 5  | 5 | 0 | 0 | 18 | 0  | +18 | 15 |
| CHDCND Triều Tiên | 5  | 4 | 0 | 1 | 14 | 1  | +13 | 12 |
| Trung Quốc        | 5  | 2 | 1 | 2 | 11 | 4  | +7  | 7  |
| Hàn Quốc          | 5  | 2 | 1 | 2 | 7  | 7  | 0   | 7  |
| Úc                | 5  | 1 | 0 | 4 | 4  | 9  | -5  | 3  |
| Thái Lan          | 5  | 0 | 0 | 5 | 0  | 33 | -33 | 0  |

| Trung Quốc                                                                                                | 8 – 0   | Thái Lan |
| --- | ------- | -------- |
| Lã Duyệt Vân 33' · Lôi Giai Tuệ 34', 90' · Vương Á Bình 51', 56' · Trương Thần 69', 88' · Quý Tân Dực 86' | Báo cáo |          |

| Hàn Quốc                                                 | 4 – 0   | Úc |
| -------------------------------------------------------- | ------- | -- |
| Kim So-Yi 19', 47' · Lim Hee-Eun 35' · Namgung Ye-ji 90' | Báo cáo |    |

| CHDCND Triều Tiên | 0 – 1   | Nhật Bản        |
| ----------------- | ------- | --------------- |
|                   | Báo cáo | Norimatsu 90+2' |

| Nhật Bản | 10 – 0  | Thái Lan |
| --- | ------- | -------- |
| Inoue 23' · Itō 25' · Shiraki 35', 55' · Hirata 40' · Suyao 46' (l.n.) · Matsubara 66' · Nakamura 68', 90+1' · Toriumi 77' | Báo cáo |          |

| Úc | 0 – 3   | Trung Quốc                            |
| -- | ------- | ------------------------------------- |
|    | Báo cáo | Tống Vũ Tình 18' · Tống Đoan 27', 55' |

| Hàn Quốc | 0 – 4   | CHDCND Triều Tiên                            |
| -------- | ------- | -------------------------------------------- |
|          | Báo cáo | Ri Kyong-Hyang 21', 65' · Ri Un-Sim 41', 72' |

| Trung Quốc | 0 – 3   | Nhật Bản                       |
| ---------- | ------- | ------------------------------ |
|            | Báo cáo | Masuya 11', 73' · Narumiya 38' |

| Thái Lan | 0 – 3   | Hàn Quốc                                             |
| -------- | ------- | ---------------------------------------------------- |
|          | Báo cáo | Namgung Ye-ji 41' · Kim So-yi 47' · Yoon Ji-hyun 70' |

| Úc | 0 – 1   | CHDCND Triều Tiên  |
| -- | ------- | ------------------ |
|    | Báo cáo | Ri Kyong-Hyang 90' |

| Thái Lan | 0 – 4   | Úc                                       |
| -------- | ------- | ---------------------------------------- |
|          | Báo cáo | Jones 21', 82' · Brown 62' · Sampson 64' |

| CHDCND Triều Tiên  | 1 – 0   | Trung Quốc |
| ------------------ | ------- | ---------- |
| Kim Phyong-Hwa 47' | Báo cáo |            |

| Nhật Bản                                | 3 – 0   | Hàn Quốc |
| --------------------------------------- | ------- | -------- |
| Narumiya 4' · Nakamura 13' · Masuya 30' | Báo cáo |          |

| Thái Lan | 0 – 8   | CHDCND Triều Tiên                                               |
| -------- | ------- | --------------------------------------------------------------- |
|          | Báo cáo | Kim So-Hyang 6' · Ri Un-Sim 31', 43', 45+1', 46', 52', 66', 74' |

| Úc | 0 – 1   | Nhật Bản   |
| -- | ------- | ---------- |
|    | Báo cáo | Momiki 16' |

| Trung Quốc | 0 – 0   | Hàn Quốc |
| ---------- | ------- | -------- |
|            | Báo cáo |          |

## Giải thưởng
| Cầu thủ xuất sắc nhất | Vua phá lưới      | Giải Fairplay |
| --------------------- | ----------------- | ------------- |
| Narumiya Yui          | Ri Un-Sim (9 bàn) | Thái Lan      |